# دختران اسکیت‌بورد افغانستان
دختران اسکیت‌بورد افغانستان با نام اصلی آموزش اسکیت‌بورد در منطقه جنگی (اگر دختر هستید) (انگلیسی: Learning to Skateboard in a Warzone (If You're a Girl)) یک فیلم مستند کوتاه بریتانیایی محصول سال ۲۰۱۹ به کارگردانی کارول دیسینگر و تهیه‌کنندگی النا آندریچوا است. این فیلم برنده جایزه اسکار بهترین فیلم مستند کوتاه در نود و دومین دوره جوایز اسکار شد.
دیسینگر در سخنرانی‌اش در هنگام دریافت جایزه اسکار، به دشواری‌های زندگی زنان افغانستانی اشاره کرد و گفت: «این فیلم، نامه عاشقانه من به دختران شجاع این کشور است.»

## موضوع
این فیلم پیش از تسلط مجدد طالبان در سال ۲۰۲۱ ساخته شده و به محدودیت‌های اجتماعی (مذهبی و فرهنگی) دختران افغانستانی در انجام فعالیت‌های ورزشی در دورانی که ممنوعیت‌های شدید حکومتی حکم‌فرما نبود، پرداخته‌است.
یادگیری اسکیت‌بورد در منطقه جنگی ماجرای این مستند است. سازمان غیرانتفاعی که در سال ۲۰۰۷ در کابل آغاز به‌کار کرد و تبدیل به مدرسه عالی چند ملیتی شد. سازمان خیریه «اسکیتستان» بر روی جذب دختران از محله‌های فقیرنشین تمرکز دارد و علاوه بر آموزش اسکیت کردن، آنها را برای بازگشت به مدرسه یاری می‌کند. این دختران فرصت اسکیت کردن به‌عنوان تجربه‌ای منحصربه‌فرد را به‌دست آورده‌اند. دختران در این آموزشگاه فراتر از یادگیری اسکیت‌بورد، با الهام از مربیان زن، مهارت‌های زندگی را آموخته و فرصت شکوفا شدن و مطابقت با تغییرات زندگی اجتماعی را به‌دست می‌آورند.
این فیلم چگونگی داستان زندگی گروهی از دختران را که در این سازمان غیرانتفاعی ثبت نام کرده و در کنار ورزش، درس هم می‌خوانند به تصویر کشیده‌است. آنان با اطمینان و جرئت در شهر کابل در میان حملات مکرر شبه نظامیان و بمب‌گذاری‌های انتحاری، به اسکیت سواری می‌پرداند.
سازمان خیریه اسکیتستان در سال ۲۰۰۸ توسط اسکیت‌باز استرالیایی اولیور پرکوویچ راه‌اندازی شد. در مدت ۱۲ سال فعالیت، این سازمان به حدود ۷ هزار کودک اسکیت سواری آموخته‌است که بیش از نیمی از آنها دختر بوده‌اند.

## فیلم در رسانه‌های فارسی‌زبان
این فیلم با نام دختران اسکیت‌بورد افغانستان از شبکه تلویزیونی من‌وتو پخش شد. رسانه‌های مختلف فارسی‌زبان در ایران و افغانستان نیز با همین نام از این فیلم یاد کرده‌اند.

## جایزه‌ها
فیلم دختران اسکیت‌بورد افغانستان در نود و دومین دوره جوایز اسکار در سال ۲۰۲۰، برنده جایزه جایزه اسکار بهترین مستند کوتاه شد. این فیلم همچنین جایزه بهترین فیلم کوتاه بریتانیایی در جوایز بفتا را به‌دست‌آورد.